# Diócesis de Luebo
La diócesis de Luebo (en latín: Dioecesis Lueboënsis y en francés: Diocèse de Luebo) es una circunscripción eclesiástica de la Iglesia católica en la República Democrática del Congo. Se trata de una diócesis latina, sufragánea de la arquidiócesis de Kananga. Desde el 7 de enero de 2006 su obispo es Pierre-Célestin Tshitoko Mamba.

## Territorio y organización
La diócesis tiene 32 000 km² y extiende su jurisdicción sobre los fieles católicos de rito latino residentes en parte de la provincia de Kasai y en parte de la provincia de Kasai Central.
La sede de la diócesis se encuentra en la ciudad de Luebo, en donde se halla la Catedral de San Juan Bautista.
En 2021 en la diócesis existían 28 parroquias.

## Historia
El vicariato apostólico de Luebo fue erigido el 25 de abril de 1959 con la bula Secus ac terrestria del papa Juan XXIII, tomando su territorio del vicariato apostólico de Luluabourg (hoy arquidiócesis de Kananga).
El 10 de noviembre de 1959 el vicariato apostólico fue elevado a diócesis con la bula Cum parvulum por el papa Juan XXIII.

## Estadísticas
Según el Anuario Pontificio 2022 la arquidiócesis tenía a fines de 2021 un total de 1 546 200 fieles bautizados.
| Año                                                                             | Población            | Población | Población      | Sacerdotes | Sacerdotes    | Sacerdotes    | Bautizados por sacerdote | Diáconos permanentes | Religiosos | Religiosos | Parroquias |
| Año                                                                             | Bautizados católicos | Total     | % de católicos | Total      | Clero secular | Clero regular | Bautizados por sacerdote | Diáconos permanentes | Varones    | Mujeres    | Parroquias |
| ------------------------------------------------------------------------------- | -------------------- | --------- | -------------- | ---------- | ------------- | ------------- | ------------------------ | -------------------- | ---------- | ---------- | ---------- |
| 1970                                                                            | 200 000              | 450 000   | 44.4           | 28         | 6             | 22            | 7142                     |                      | 30         | 52         |            |
| 1980                                                                            | 335 000              | 686 000   | 48.8           | 27         | 13            | 14            | 12 407                   | 1                    | 18         | 64         | 16         |
| 1990                                                                            | 368 000              | 763 000   | 48.2           | 40         | 31            | 9             | 9200                     |                      | 11         | 61         | 23         |
| 1999                                                                            | 658 000              | 1 514 000 | 43.5           | 37         | 30            | 7             | 17 783                   |                      | 11         | 72         | 27         |
| 2000                                                                            | 725 000              | 1 670 000 | 43.4           | 40         | 31            | 9             | 18 125                   |                      | 18         | 78         | 27         |
| 2001                                                                            | 918 000              | 1 670 000 | 55.0           | 36         | 25            | 11            | 25 500                   | 5                    | 17         | 81         | 27         |
| 2002                                                                            | 923 000              | 1 680 000 | 54.9           | 48         | 37            | 11            | 19 229                   | 5                    | 24         | 70         | 30         |
| 2003                                                                            | 930 000              | 1 675 000 | 55.5           | 57         | 37            | 20            | 16 315                   |                      | 29         | 101        | 30         |
| 2004                                                                            | 1 200 000            | 2 000     | 60.0           | 48         | 35            | 13            | 25 000                   |                      | 59         | 102        | 30         |
| 2013                                                                            | 1 218 000            | 2 016 000 | 60.4           | 46         | 36            | 10            | 26 478                   |                      | 10         | 117        | 21         |
| 2016                                                                            | 1 318 924            | 2 181 416 | 60.5           | 47         | 37            | 10            | 28 062                   |                      | 11         | 129        | 21         |
| 2019                                                                            | 1 449 000            | 2 397 000 | 60.5           | 47         | 37            | 10            | 30 829                   |                      | 11         | 129        | 21         |
| 2021                                                                            | 1 546 200            | 2 557 800 | 60.5           | 49         | 34            | 15            | 31 555                   |                      | 41         | 119        | 28         |
| Fuente: Catholic-Hierarchy, que a su vez toma los datos del Anuario Pontificio. |                      |           |                |            |               |               |                          |                      |            |            |            |

## Episcopologio
- Joseph Ngogi Nkongolo † (25 de abril de 1959-3 de mayo de 1966 nombrado obispo de Mbujimayi)
- François Kabangu wa Mutela † (26 de septiembre de 1967-10 de diciembre de 1987 renunció)
- Emery Kabongo Kanundowi (10 de diciembre de 1987-14 de agosto de 2003 renunció)
  - Sede vacante (2003-2006)
- Pierre-Célestin Tshitoko Mamba, desde el 7 de enero de 2006